# Grand Pic de la Lauzière
Grand Pic de la Lauzière – szczyt w Alpach Graickich, części Alp Zachodnich. Leży we wschodniej Francji w regionie Owernia-Rodan-Alpy. Należy do Masywu de la Lauzière, którego jest najwyższym szczytem.